# Stefan Schwarzmann
Stefan Schwarzmann (Erlangen, Njemačka, 11. studenoga 1965.) njemački je heavy metal-bubnjar. Svirao je u skupinama Accept, U.D.O., Running Wild, X-Wild, Krokus i Helloween. Helloweenu se pridružio kad ga je 2003. napustio Mark Cross, a s tom je grupom svirao do 2005. Prije nego što se službeno pridružio Acceptu, gostovao je na njegovu albumu Death Row i na njemu je svirao na dvjema pjesmama. Kad se sastav ponovno aktivirao, Schwarzmann mu se ponovno priključio. Napustio je sastav u prosincu 2014. s Hermanom Frankom. Godine 2012. pojavio se na albumu Revolution sastava Lacrimosa s Milleom Petrozzom.

## Diskografija
Accept
- Death Row (1994.)
- Blood of the Nations (2010.)
- Stalingrad (2012.)
- Blind Rage (2014.)

Running Wild
- Port Royal (1988.)
- Pile of Skulls (1992.)

Helloween
- Just a Little Sign – singl (2009.)

U.D.O.
- Mean Machine (1989.)
- Faceless World (1990.)
- Timebomb (1991.)
- Solid (1997.)
- No Limits (1998.)

X-Wild
- So What! (1994.)
- Monster Effect (1995.)

Krokus
- Hellraiser (2006.)